# Glenea latevittata
Glenea latevittata é uma espécie de escaravelho da família Cerambycidae. Foi descrito por Per Olof Christopher Aurivillius em 1920 e está sabido de Borneo.